# Alphonsus Liguori Penney
Pour les articles homonymes, voir Liguori et Penney.
Alphonsus Liguori Penney (né le 17 septembre 1924 à Saint-Jean de Terre-Neuve et mort le 12 décembre 2017) est un prélat canadien de l'Église catholique.
Il fut archevêque de l'archidiocèse de Saint-Jean de 1979 à 1991 et évêque du diocèse de Grand Falls de 1972 à 1979.

## Biographie
Alphonsus Liguori Penney est né le 17 septembre 1924 à Saint-Jean de Terre-Neuve. Il fut ordonné prêtre le 29 juin 1949 pour l'archidiocèse de Saint-Jean à Terre-Neuve. Le 23 novembre 1972, il fut nommé évêque du diocèse de Grand Falls à Terre-Neuve. Il fut consacré évêque le 18 janvier 1973 par l'archevêque Guido Del Mestri. Le 28 mars 1979, il fut nommé archevêque de l'archidiocèse de Saint-Jean.
Il démissionna le 2 février 1991 après qu'une commission d'enquête, qu'il avait personnellement nommée, établit qu'il était probablement au courant d'abus sexuels sur mineur dans son archidiocèse.